# Diora Baird

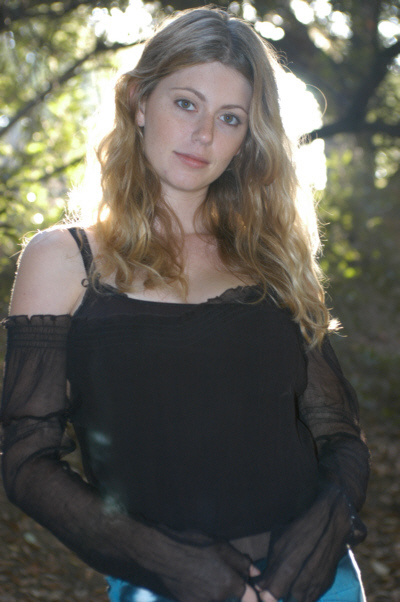
Diora Baird (2003)

Diora Baird (* 6. April 1983 in Miami, Florida) ist eine US-amerikanische Schauspielerin und ehemaliges Model. Sie spielte in verschiedenen Filmen mit, in Deutschland ist sie vor allem aus den Spielfilmen Die Hochzeits-Crasher und Texas Chainsaw Massacre: The Beginning bekannt.

## Leben
Vor ihrer Schauspielkarriere arbeitete sie als Vorschullehrerin.
Baird modelte mehrere Male für verschiedene Männerzeitschriften wie etwa den FHM, Maxim oder den Playboy.
Von 2013 bis 2016 war sie mit dem Schauspieler Jonathan Togo verheiratet, das Paar lebte in Los Angeles. Am 8. Dezember 2012 kam ihr gemeinsamer Sohn Otis zur Welt.
Im Mai 2017 gab Diora Baird in einem Interview mit The Advokat bekannt, in einer lesbischen Beziehung mit der Komikerin Mav Viola zu leben. Zu ihrem Coming Out sagte sie: „It took me years to accept who I truly was. I tried to be what was expected of me, but I have reached the point where I don’t want to hide anymore. In all my relationships with men, I knew something was missing and I finally figured out what that something is.“ („Ich habe Jahre gebraucht, um zu akzeptieren, wer ich wirklich war. Ich habe versucht, so zu sein wie es von mir erwartet wurde, aber ich bin an dem Punkt angelangt, wo ich mich nicht mehr verstecken will. In all meinen Beziehungen mit Männern habe ich gespürt, dass etwas fehlt, und jetzt weiß ich, was das war.“)

## Filmografie (Auswahl)
- 2004: Drew Carey Show (Fernsehserie, eine Folge)
- 2005: Die Hochzeits-Crasher (Wedding Crashers)
- 2006: Bachelor Party Vegas
- 2006: In der Hitze von L.A. (Hot Tamale)
- 2006: Fifty Pills
- 2006: S.H.I.T. – Die Highschool GmbH (Accepted)
- 2006: South Beach (Fernsehserie, eine Folge)
- 2006: The Texas Chainsaw Massacre: The Beginning
- 2006–2007: Big Day (Fernsehserie, drei Folgen)
- 2007: The Loop (Fernsehserie, zwei Folgen)
- 2007: Shark (Fernsehserie, eine Folge)
- 2007: Brain Blockers
- 2007: YPF (Young People Fucking)
- 2008: South of Heaven
- 2008: Männer sind Schweine (My Best Friend’s Girl)
- 2009: Two and a Half Men (Fernsehserie, eine Folge)
- 2009: Aus Versehen glücklich (Accidentally on Purpose, Fernsehserie, eine Folge)
- 2009: Star Trek
- 2009: Night of the Demons
- 2009: Mega Monster Movie (Stan Helsing)
- 2009: Gary Unmarried (Fernsehserie, eine Folge)
- 2009: Robot Chicken (Fernsehserie, zwei Folgen, Stimme)
- 2010: Hot Tub – Der Whirlpool … ist ’ne verdammte Zeitmaschine (Hot Tub Time Machine)
- 2010: Let the Game Begin
- 2010: 30 Days of Night: Dark Days
- 2010: Quit
- 2010: Law & Order: Special Victims Unit (Fernsehserie, eine Folge)
- 2011: Psych (Fernsehserie, eine Folge)
- 2012: Transit
- 2012: Last Call
- 2012: Bent (Fernsehserie, eine Folge)
- 2012–2013: Shameless (Fernsehserie, vier Folgen)
- 2013: Concrete Blondes
- 2013: Riddle – Jede Stadt hat ihr tödliches Geheimnis (Riddle)
- 2014: Beautiful Girl
- 2014: Franklin & Bash (Fernsehserie, eine Folge)
- 2015: Cocked (Fernsehfilm)
- 2015: Casual (Fernsehserie, eine Folge)
- 2016: Telenovela (Fernsehserie, eine Folge)
- 2016: Angel from Hell (Fernsehserie, drei Folgen)
- 2018: My Daughter Vanished
- 2018–2025: Cobra Kai (Fernsehserie)
- 2019: The Missing Sister
- 2020: Her Secret Family Killer
- 2020: Sinister Sister (Fernsehfilm)
- 2021: The Virtuoso
- 2022: Bound by Blackmail (Fernsehfilm)
- 2023: Night Train
- 2023: You’re Not Supposed to Be Here (Fernsehfilm)
- 2024: Spread
- 2024: Witchy Ways